# Herbert Fleischner
Herbert Fleischner (né le 29 janvier 1944 à Londres) est un mathématicien autrichien. Il est connu pour le théorème de Fleischner.

## Biographie
Fleischner déménage à Vienne avec ses parents en 1946. Il fréquente l'école primaire et secondaire à Vienne, obtenant son baccalauréat en 1962. Il étudie ensuite les mathématiques et la physique à l'Université de Vienne; ses principaux professeurs sont Nikolaus Hofreiter et Edmund Hlawka. Il obtient son doctorat en 1968; son directeur de thèse officiel est Edmund Hlawka et sa thèse de doctorat est intitulée Sätze über Eulersche Graphen mit speziellen Eigenschaften, Sätze über die Existenz von Hamiltonschen Linien. Cependant, son superviseur effectif est Herbert Izbicki qui est un théoricien des graphes. Fleischner commence sa carrière universitaire en tant qu'assistant à l'Université technique de Vienne. Il passe les années universitaires 1970/71 et 1972/72 à l'Université d'État de New York à Binghamton en tant que chercheur postdoctoral et professeur assistant; il passe l'année 1972/73, à l'Institute for Advanced Study en tant que membre visiteur sur la base d'une subvention NSF. Il retourne ensuite à Vienne et commence à travailler à l'Académie autrichienne des sciences (ÖAW), d'abord à l'Institut de traitement de l'information, puis à l'Institut de mathématiques discrètes. Il travaille à l'Académie autrichienne des sciences jusqu'à la fin de 2002, mais prend des congés pour travailler à Université de Memphis (1977), au Massachusetts Institute of Technology (1978, Max Kade Grant), à l'Université du Zimbabwe (Projet de développement du personnel académique parrainé par la Österreichischer Entwicklungskooperation et l'UNESCO, 1997–1999), Université de Virginie-Occidentale (2002) Il séjourne à la Université A&M du Texas (semestres d'été 2003 et 2006).

## Recherche
Les recherches de Fleischner sont principalement centrés sur des sujets de théorie des graphes tels que les graphes hamiltoniens et eulériens. L'un de ses principaux théorèmes est le théorème selon lequel le carré de tout graphe 2-connexe possède un cycle hamiltonien. Ce résultat (maintenant connu sous le nom de théorème de Fleischner) a été publié en 1974. Un autre résultat remarquable dans ses recherches est la solution du problème dit « problème du cycle plus les triangles » posé par Paul Erdős ; sa solution est le résultat d'une coopération avec Michael Stiebitz (TU Ilmenau).
Fleischner a publié plus de 90 articles dans diverses revues mathématiques; son nombre d'Erdős est 2. Son amitié avec le peintre autrichien Robert Lettner (de) a abouti à une coopération dans laquelle certains graphes ont été transformés en peintures appelées mutations.
De 2002 à 2007, Fleischner est président du Comité pour les pays en développement de la Société mathématique européenne (EMS Committee for Developing Countries EMS-CDC).

## Publications
- Eulerian Graphs and Related Topics: Part I, Volume 1, Elsevier, coll. « Annals of Discrete Mathematics » (no 45), 1990 (ISBN 978-0-444-88395-7).
- Eulerian Graphs and Related Topics: Part I, Volume 2, Elsevier, coll. « Annals of Discrete Mathematics » (no 50), 1991 (ISBN 978-0-444-89110-5).

Traduction du volume 1 :
- Эйлеровы графы и смежные вопросы. Москва: Мир (2002), (ISBN 5-03-003115-4)